# Contrôle social
Le contrôle social est l'ensemble des pratiques sociales, formelles ou informelles qui tendent à produire et à maintenir la conformité des individus aux normes de leur groupe social. Ses modalités varient. Ses effets sont discutés, il peut favoriser la cohésion sociale, mais aussi permettre toutes sortes de techniques de contrôle, dont la propagande conduisant à la domination et l'aliénation.

## Modalités du contrôle social

### Sanctions formelles et sanctions informelles
Le contrôle social s'applique d'abord via des jugements et des sanctions lorsqu'il y a un écart à la norme en vigueur, ce qui suscite des réactions signalant au contrevenant — et aux autres membres du groupe — qu'il doit se conformer aux règles. Ces sanctions peuvent être négatives (railleries, réprobations, mépris public, mise au ban, amende, etc.), mais aussi positives (médailles officielles, félicitations scolaires, compliments moraux, etc.).
Le contrôle social est dit formel lorsque les jugements et les sanctions de conformité sont exercés par des organisations spécialisées dans l'application des lois : une police, des tribunaux, une administration pénitentiaire, etc. Une peine de prison infligée à un criminel après arrestation et condamnation pénale relève du contrôle social formel.
Il est dit informel lorsqu'il est appliqué par des membres du groupe, mais sans relevé de règles écrites : l'hilarité déclenchée par une tenue vestimentaire incongrue relève du contrôle social informel. « L'une est appliquée par chacun et par tout le monde, l'autre par des corps définis et constitués », écrit Émile Durkheim.
Les sociétés traditionnelles utilisent surtout un contrôle social informel, exercé par le groupe primaire. Dans les sociétés plus différenciées, plus individualisées et plus bureaucratisées, le contrôle social formel s'est progressivement développé sans pour autant outrepasser le contrôle social informel, bien que le contrôle social informel demeure présent dans plusieurs contextes sociaux.
Des sociologues tel Edward Alsworth Ross considèrent en effet que les systèmes de croyance exercent toujours un plus grand contrôle social que les lois imposées par l'État. Le contrôle social informel a généralement plus d'effet sur les individus parce que les valeurs sociales sont intériorisées, devenant ainsi un aspect de la personnalité de l'individu.

### Institutions du contrôle social
Si certaines institutions – celles liées à la justice et au droit – sont spécialisées dans le contrôle social, il est cependant possible de considérer que toute institution a une fonction, directe ou indirecte, manifeste ou latente, de contrôle social. C'est, par exemple, le cas de la famille, instance d'apprentissage des normes sociales. C'est également le cas des églises et de l'école, qui œuvrent explicitement à la transmission de valeurs et à la promotion de normes – parfois concurremment. Mais c'est aussi le cas des institutions qui n'ont pas pour fonction manifeste de conformer les individus aux normes établies. Les entreprises sont ainsi des lieux de conformation à des normes locales (la « culture d'entreprise ») ou générales (la ponctualité, l'assiduité, le respect de la hiérarchie, etc.). De même, les institutions de la protection sociale conditionnent explicitement ou implicitement au respect de normes morales l'assistance qu'elles apportent aux populations pauvres.
Certains théoriciens rangent également les médias de masse parmi ces institutions qui exercent une fonction latente de contrôle social. Car si la télévision, la radio et la presse n'ont pas de pouvoir de sanction sociale, contrairement aux institutions précédentes, elles ont en revanche un puissant pouvoir de jugement, parfois à leur insu, en dépit de l'impartialité dont elles se réclament. C'est le sens du modèle de propagande, une grille d'analyse critique élaborée par Edward Herman et Noam Chomsky, qui cherchent à mettre en évidence les biais systémiques qui existent dans les médias dominants : ceux-ci participent d'une « fabrication du consentement », qui contribue au contrôle social dans les démocraties libérales.

### Transformations du contrôle social

#### Première modernité (avant 1945)
Quand une société change, la manière dont le contrôle social s'y exerce se modifie aussi. Dans les sociétés occidentales, historiquement — et schématiquement —, le contrôle social a connu trois grandes évolutions durant la phase qui correspond à la transformation des sociétés traditionnelles de l'Ancien régime en sociétés industrielles[réf. souhaitée].
1. Le contrôle social s'est étendu : c'est le sens du long et lent « processus de civilisation » analysé par Norbert Elias, un processus enclenché à l'aube de la Renaissance qui a élargi à un nombre croissant de domaines — notamment l'hygiène, et plus généralement les usages sociaux du corps – des exigences normatives portées par les élites sociales, qui trouvaient là un moyen d'affirmer leur prééminence[5]. C'est ainsi que, par exemple, le fait de cracher par terre, banal au Moyen Âge, est progressivement devenu l'objet d'une désapprobation.
2. Le contrôle social est devenu de plus en plus formel : à mesure que les sociétés se sont différenciées et individualisées (Georg Simmel, Émile Durkheim), à mesure que l'État a centralisé le pouvoir de coercition physique (Max Weber) et à mesure que la taille et la mobilité des regroupements urbains se sont accrues (Robert E. Park), le contrôle informel exercé par les groupes primaires, s'il n'a pas disparu, a perdu de son efficacité, et une part croissante des jugements et des sanctions de conformité a été prise en charge par les institutions pénales[6]. La conjonction de la première transformation (extension du contrôle social) et de la deuxième (essor d'un contrôle de type pénal) fait craindre à certains une « judiciarisation de la société ».
3. La privation de liberté est progressivement devenue le type normal de la répression pénale. Mise en lumière par Durkheim (qui y voit une « loi de l'évolution pénale »[7]), cette transformation est confirmée par les travaux de Michel Foucault sur la prison : la naissance de la prison moderne au XVIIIe siècle et la généralisation de l'enfermement à partir du XIXe siècle témoignent d'une nouvelle signification de la peine : celle-ci n'est plus la réparation d'une offense au souverain, mais l'emploi d'une discipline correctrice, indissociablement physique et morale, sur l'individu à amender[8]. Cette évolution est cependant moins une loi qu'une tendance : la persistance de la peine de mort aux États-Unis n'en est pas la moindre exception.

#### Deuxième modernité (après 1945)
Dès les années 1950-1960, Jacques Ellul considère que dans les sociétés massifiées, le contrôle social continue certes de s'effectuer par les types de propagandes "classiques", émanant à la fois des pouvoirs politiques, médiatiques et économiques (publicité, marketing, relations publiques…), mais qu'un nouveau type de contrôle social émerge, dont les NTIC sont à l'origine : non seulement celles-ci génèrent de nouveaux outils de surveillance et de fichage des données personnelles (ce que d'autres penseurs confirmeront par la suite) mais l'ensemble des technologies (quelles que soient leurs fonctions) constituent désormais un systèmeexerçant sur les individus une influence telle qu'il paralyse leur esprit critique. Jacques Ellul estime que les "nouvelles technologies de surveillance et de contrôle" peuvent continuer de se développer à l'infini sans que les humains ne s'en inquiètent car à la liberté, ils privilégient de beaucoup la recherche de confort matériel et de sécurité. Il en conclut que le contrôle social et l'aliénation à la technique sont consubstantiels à la modernité et que, faute de remettre celle-ci en question, "le conformisme constitue le totalitarisme de demain".

## Effets

### Contrôle social et déviance

La typologie de Merton

Le contrôle social tend par définition à prévenir la déviance. Ce faisant, il contribue en un sens à l'intégration des individus et à la cohésion du groupe. À contrario, un relâchement du contrôle social peut favoriser l'écart aux normes : c'est le cœur de la théorie de la « désorganisation sociale » par laquelle les premiers sociologues de la tradition de Chicago, Robert E. Park en tête, expliquent la délinquance urbaine.
Aucune société, même la plus contraignante, n'a jamais pu complètement empêcher la déviance. Chez Durkheim, la déviance est nécessaire pour qu'une évolution se produise ; sans déviance à la norme, il n'y a pas de changement, que de la reproduction sociale. Cependant, les sanctions sociales sont si fortes qu'il parle de « force contraignante » qui s'observe spécifiquement lorsqu'un individu tente de transgresser une norme sociale. Il observe que « le crime est normal ». La conformité n'est que l'une des attitudes possibles de l'individu face au contrôle social : Robert K. Merton en distingue quatre autres, du ritualisme à la rébellion (voir ci-contre).
La théorie de l'étiquetage invite même à considérer le contrôle social comme un facteur paradoxal de déviance. Selon Howard Becker, la déviance résulte d'interactions sociales. La déviance est analysée ici comme un processus interactif et séquentiel : un premier acte déviant est commis (déviance primaire), il fait l'objet d'un étiquetage (stigmatisation) d'abord par les proches et ensuite par les instances institutionnalisées du contrôle social. Cette stigmatisation produit deux effets. D'une part, elle amène l'intéressé à intérioriser l'image de soi que lui renvoie la société et ainsi à se définir lui-même comme déviant. D'autre part, elle limite ses possibilités de continuer à agir dans le cadre légal. Cette stigmatisation fait donc entrer l'individu dans un processus de déviance secondaire qui induit une nouvelle réaction de la société. On entre ainsi dans une spirale dans laquelle chaque délit appelle une réaction sociale qui contribue elle-même à favoriser la commission de nouveaux délits. Ce processus a pour effet d'amplifier la déviance et d'enfermer un comportement déviant occasionnel dans une véritable culture déviante.

### Intériorisation du contrôle social
C'est sans doute lorsqu'il se mue en autocontrôle que le contrôle social atteint son efficacité maximale : sa capacité à prévenir les écarts à la norme n'est jamais aussi forte que lorsque c'est l'individu lui-même qui se l'applique, soit de manière inconsciente, soit en ayant l'impression de se contraindre de son propre chef. Ce contrôle social interne ne se réduit pas à l'anticipation des sanctions du contrôle social externe, pour les rechercher (sanctions positives) ou les éviter (sanctions négatives) : il est le fruit d'un processus d'intériorisation de la contrainte, lui-même porté par trois facteurs.
L'intériorisation de la contrainte est d'abord le résultat d'un processus historique : elle est l'une des caractéristiques fondamentales du « processus de civilisation » décrit par Norbert Elias. L'historien Roger Chartier en résume la dynamique : « en Occident, entre le XIIe et le XVIIIe siècle, les sensibilités et les comportements sont profondément modifiés par deux faits fondamentaux : la monopolisation étatique de la violence qui oblige à la maîtrise des pulsions et pacifie ainsi l'espace social ; le resserrement des relations interindividuelles qui implique nécessairement un contrôle plus sévère des émotions et des affects. »
Par ailleurs, au fil des interactions quotidiennes, l'intériorisation du contrôle social est renforcée par les rôles sociaux et des jeux de distinction dans lesquels les individus sont pris : l'autocontrôle des émotions, la maîtrise de soi, le refoulement des pulsions sont l'effet d'un contrôle social que l'individu s'impose à lui-même pour tenir son rang, en particulier lorsqu'il prétend à la domination (Elias), ou pour garder la face, dans le cadre d'une mise en scène de la vie quotidienne (Goffman).
Pour assurer l'apparence qu'un groupe social veut donner, il faut que, face aux accidents inévitables de sa représentation, ses membres, comme les membres des groupes voisins qui l'observent, soit dotés de qualités telles qu'ils puissent réagir aux défaillances. Ces qualités sont la loyauté, la discipline et la circonspection. Avec la loyauté viennent les obligations morales qui donnent de l'épaisseur aux apparences. Avec la discipline vient l'idée que, par delà sa propre tâche, un membre du groupe doit assurer avant tout l'apparence voulue, et donc obéir à certaines règles, et conserver une certaine attention pour réagir à propos à tout ce qui peut se produire. Dans cette discipline, la façon de composer son visage est un des éléments essentiels pour donner l'impression à l'extérieur que l'apparence que l'on veut donner est bien réelle. Avec la circonspection vient la prévoyance. Il s'agit d'être avisé, de se préparer à profiter de toutes les possibilités qui s'offrent. S'il n'y a pas de risque, chaque membre pourra jouer son rôle social avec le maximum d'emphase : un religieux, une conférencière, au cours d'une cérémonie, pourront sans risque exagérer leur paraître pour un meilleur effet parce qu'il n'y a aucun moyen de les contredire. Mais s'il y a des risques, alors on préférera un comportement modéré et médian.
Enfin, plus fondamentalement, l'intériorisation du contrôle social est le fruit d'une socialisation. Autrement dit, le processus historique et collectif d'intériorisation du contrôle social est aussi un apprentissage individuel, à l'échelle d'une vie : « chaque individu doit parcourir pour son propre compte en abrégé le processus de civilisation que la société a parcouru dans son ensemble ; car l'enfant ne naît pas « civilisé » ».

### Contrôle social et domination
Implicite dans la sociologie durkheimienne, explicitée par la sociologie américaine dans la première moitié du XXe siècle, la notion de contrôle social n'avait, à l'origine, pas de connotation négative. Au contraire, dans ces deux traditions, le contrôle social est considéré comme consubstantiel à la vie en société, nécessaire à la cohésion sociale, facteur d'intégration fonctionnelle (Durkheim, Parson)[réf. nécessaire]. Progressivement cependant, et de manière de plus en plus nette après la seconde guerre mondiale, d'autres courants vont insister sur ses effets de domination. Quatre séries de critiques peuvent être relevées :
- Premièrement, les normes et les valeurs auxquelles les individus sont appelés à se conformer sont souvent ceux d'un ou plusieurs groupes sociaux dominants, qui se tiennent pour normaux. Ainsi conçu, le contrôle social apparaîtra comme une entreprise d'imposition de normes promues par des « entrepreneurs de morale » (Howard Becker, op. cit.), comme un travail de production et de reproduction d'une idéologie dominante (Pierre Bourdieu & Luc Boltanski[25]), voire comme une forme dissimulée de propagande (Noam Chomsky, Edward Herman, op. cit.).
- Lorsqu'une population tombe du mauvais côté de la norme, et lorsqu'elle ne peut ou ne veut s'y conformer, elle est stigmatisée, et doit dès lors déployer de difficiles stratégies de gestion du stigmate : c'est le sens des travaux d'Erving Goffman[26].
- Pour une norme donnée, les exigences du contrôle social ne s'appliquent pas de la même manière à tous les groupes sociaux : les illégalismes fiscaux des catégories populaires sont par exemple plus intensément contrôlés que ceux des contribuables les plus dotés[27].
- Cibles privilégiées du contrôle social, les catégories populaires — immigrées notamment – se voient en outre fréquemment reprocher de ne pas exercer elles-mêmes un contrôle social suffisant sur leur progéniture, dès lors livrée à la délinquance. Récurrents dans les grands ensembles, ces jugements sur l'éducation des enfants s'inscrivent dans les stratégies déployées par des classes moyennes fragilisées pour maintenir une « distance sociale » suffisante avec un prolétariat déconsidéré, souci d'autant plus vif que la « proximité spatiale » est grande, comme l'ont montré Jean-Claude Chamboredon et Madeleine Lemaire[28].

Ces critiques convergent toutes vers le même point : en même temps qu'il intègre, le contrôle social stigmatise et opprime ; tout en produisant de la cohésion sociale, il produit de la domination ; orienté par les groupes dominants et spécifiquement exigeant envers les groupes dominés, il est l'un des canaux par lesquels les hiérarchies sociales sont produites et légitimées.
Dans De la domination. Essai sur les falsifications du pouvoir, le biologiste Thierry Lodé détaille les mécanismes de pouvoir qui sont à l’œuvre dans les formes de la domination. Il montre ainsi comment la domination est une construction sociale, comment elle s'instaure sur des rapports de force, comment elle n'est naturelle ni aux hommes ni aux animaux. Il développe la thèse de ce que « le gène ne constitue rien de notre essence » et mettent en évidence l'inanité du néo-darvinisme et de la théorie de la parentèle.